# Espen Bredesen
Espen Bredesen (n. 2 februarie 1968, Oslo, Norvegia) este un săritor cu schiurile ce a reprezentat Norvegia, medaliat olimpic. A participat la 3 ediții ale Jocurilor Olimpice (1992, 1994, 1998) în care a câștigat o medalie de aur și o medalie de argint.